# Amblyomma extraoculatum
Amblyomma extraoculatum är en fästingart som beskrevs av Neumann 1899. Amblyomma extraoculatum ingår i släktet Amblyomma och familjen hårda fästingar. Inga underarter finns listade i Catalogue of Life.